# Ingram Olkin
Ingram Olkin (nacido el 23 de julio de 1924 - Palo Alto (California), 28 de abril de 2016) fue profesor emérito y presidente de estadística y educación en la Universidad de Stanford y en la Escuela de Educación de Stanford. Él es conocido por el desarrollo de análisis estadístico para evaluar las políticas, en particular la educativa, y por sus contribuciones al metaanálisis, la educación estadística, el análisis multivariante, y la teoría de la mayorización.

## Biografía
Recibió una licenciatura en matemáticas en el City College de Nueva York, una maestría de la Universidad de Columbia, y su doctorado de la Universidad de Carolina del Norte. Olkin también estudió con Harold Hotelling. Asesor de Olkin fue SN Roy y su Ph.D. tesis fue "problemas de distribución On en el análisis multivariante", presentado en 1951.
Olkin fue galardonado con el primer Premio Elizabeth Scott de la American Statistical Association por sus logros en el apoyo a las mujeres en las estadísticas.
En 1984, fue presidente del Instituto de Estadística Matemática . Olkin es un miembro honorario de las fundaciones Guggenheim, Fulbright, y Lady Davis Fellow, con un doctorado honorario de la Universidad De Montfort.

## Publicaciones y edición
Olkin ha escrito muchos libros, incluyendo métodos estadísticos para el meta-análisis, teoría de la probabilidad y la educación en la Universidad de Investigación. Los coautores de Olkin incluyen SS Shrikhande, Larry V. Las coberturas, etc. Olkin ha escrito dos libros con Albert W. Marshall, Desigualdades: Teoría de mayorización y sus Aplicaciones (1979) y las distribuciones de la Vida: Estructura de las familias no paramétricas, semiparamétricos, y paramétricos (2007 ). En las estadísticas no paramétricas y teoría de la decisión, Olkin escribió Selección y ordenación de las poblaciones: una nueva metodología estadística con Jean Dickinson Gibbons y Milton Sobel (1977, 1999).
Ingram fue editor de la revista Annals of Mathematical Statistics y sirvió como el primer editor de los Anales de Estadística, ambos publicados por el Instituto de Estadística Matemática. 